# Thyca crystallina
Thyca crystallina is een slakkensoort uit de familie van de Eulimidae. De wetenschappelijke naam van de soort is voor het eerst geldig gepubliceerd in 1846 door Gould.